# 9278 Matera
A 9278 Matera (ideiglenes jelöléssel (9278) 1981 EM1) a Naprendszer kisbolygóövében található aszteroida. Henri Debehogne és Giovanni de Sanctis fedezte fel 1981. március 7-én.